# Robert Almer
Robert Almer (ur. 20 marca 1984 w Bruck an der Mur) – austriacki piłkarz grający na pozycji bramkarza. Od 2015 roku jest zawodnikiem klubu Austria Wiedeń.